# Пиддяча, Фатима Андреевна
Фатима Андреевна Пиддяча (укр. Фатіма Андріївна Піддяча; 7 февраля 1915, Должик, Харьковская губерния — 24 января 1995, Артёмовка, Полтавская область) — колхозница, свинарка совхоза имени Артёма Чутовского района Полтавской области, Украинская ССР. Герой Социалистического Труда (1958).

## Биография
Родилась 7 февраля 1915 года в крестьянской семье в селе Должик (ныне — в Ахтырском районе, Сумская область). Получила начальное образование. Трудовую деятельность начала в хозяйстве своих родителей. Потом до сентября 1941 года работала разнорабочей в Артёмовском поселковом совете Чутовского района. Во время оккупации трудилась на общественном дворе. После освобождения в 1943 году Полтавской области от немецких захватчиков работала разнорабочей, с 1951 года — свинаркой в совхозе имени Артёма Чутовского района.
В 1957 году вырастила 37 поросят от закреплённого за ней поголовья свиноматок. В 1958 году удостоена звания Героя Социалистического Труда «за особые заслуги в развитии сельского хозяйства, достижение высоких показателей по производству мяса и других продуктов сельского хозяйства и внедрение в производство достижений науки и передового опыта».
В 1973 году вышла на пенсию. Проживала в посёлке Артёмовка Чутовского района, где скончалась 24 января 1995 года.

## Награды
- Герой Социалистического Труда — указом Президиума Верховного Совета СССР от 26 февраля 1958 года
- Орден Ленина